# Quinto Lutácio Cátulo (cônsul em 220 a.C.)
Quinto Lutácio Cátulo (em latim: Quintus Lutatius Catulus) foi um político da gente Lutácia da República Romana, eleito cônsul sufecto em 220 a.C. com Lúcio Vetúrio Filão.

## Consulado (220 a.C.)
Presume-se que os dois cônsules eleitos em 220 a.C., Marco Valério Levino e Quinto Múcio Cévola, foram forçados a abdicar em algum momento no início do ano, possivelmente como resultado de pressões políticas. Tanto Levino como Cévola eram membros da facção Cláudia, que tentava reduzir o poder da facção rival dos Emílios-Cipiões. Os dois cônsules sufectos que os sucederam, Lúcio Vetúrio Filão e Caio Lutácio Cátulo, eram da facção rival.
Aparentemente, os dois novos cônsules marcharam até os Alpes e conquistaram muitos povos sem luta, mas não existem dados sobre esta expedição.